# 拉奇亚·阿恰良
拉奇亚·阿恰良（也译格拉奇亚·阿科波维奇·阿恰良、格拉齐亚·阿恰良、阿查良等，1876年3月8日—1953年4月16日）是著名亚美尼亚语言学家，以对亚美尼亚语及亚美尼亚语方言的研究而知名。他被认为是亚美尼亚语方言学的奠基人。

## 生平
阿恰良1876年3月8日出生于奥斯曼帝国的伊斯坦布尔，早年单目失明。其父雅各布为鞋匠。他在君士坦丁堡的小学及中学学会了法语、土耳其语及波斯语。毕业后，他在君士坦丁堡及埃尔祖鲁姆的学校教书，直到1895年，他赴法国就读于巴黎大学（索邦大学），其导师为安托万·梅耶。1898年就读于斯特拉斯堡大学。
其后阿恰良迁至俄属亚美尼亚继续其教师生涯，1919年至1923年间，他在伊朗的德黑兰及大不里士的亚美尼亚学校教书，教书之余，他在这些地方研究了当地的亚美尼亚语方言。1923年，他迁至亚美尼亚苏维埃社会主义共和国，就任于埃里温国立大学，并在该大学工作了30余年。
阿恰良在年轻时便与尼古拉·马尔相识，但之后阿恰良批评马尔的“雅弗语言学”，叱之为“在严肃的科研事业中没有它们的位置”。因此，在1950年，他以“反马尔主义”的理由一度被从埃里温大学解职并被捕。但很快，斯大林听说在亚美尼亚，阿恰良和卡潘强（同样是反对“马尔主义”的著名语言学家）的事情后，亲自过问之下，他们很快被释放并恢复工作。斯大林随后发表了著名的《马克思主义和语言学问题》一文，用斯大林的话说，“马尔没有能够成为马克思主义者，他只是把马克思主义简单化、庸俗化了”，“科学的存在不能没有争论”，“马尔主义”的这种行为“养成了不负责任的习气，助长了专横行为”。他于1953年4月16日逝世于耶里温。
埃里温的格拉奇亚·阿恰良大学（Yerevan Hrachya Acharian University，有些地方译作“格拉奇娅·阿恰良”大学）便是以他的名字命名的，这所大学是亚美尼亚在后苏联时代第一所私立大学。2015年，在埃里温树立起了他的一座半身像。

## 著作
阿恰良一生中发表过许多学术论文及著作，其中比较出名的有《亚美尼亚语词源词典》（Հայերեն արմատական բառարան，全七卷）、《亚美尼亚语语法大全，与562种语言比较》（Լիակատար քերականութիւն Հայոց լեզուի՝ համեմատութեամբ 562 լեզուներու，全12卷）、《亚美尼亚语人名词典》（Հայոց անձնանունների բառարան，全5卷）、《亚美尼亚语史》（Հայոց լեզուի պատմութիւն）等等。